# ОШ „Стари Ковач Ђула” Стара Моравица
ОШ „Стари Ковач Ђула” је једна од основних школа на подручју општине Бачка Топола, Севернобачки округ. Смјештена је на адреси Михаља Танчића 2, Стара Моравица. Име је добила по Ђули Ковачу, најпознатијем учитељу у Старим Моравицама. Рођен је 1846. у Мађарској. У школу у Старим Моравицама дошао је 1874. Преминуо је 1912. године у Старим Моравицама.

## Историјат
После оснивања села (1786.г.) ускоро је почела и настава. У то време биле су то верске школе, а учитељи црквени. Почетком 1800-тих година појавили су се први католици и прве католичке школе. Разлика је била једино у бројчаности ученика. Тек након више десетина година почела је са радом и јеврејска школа. Између два светска рата српска држава је извршила социјализацију наставе и тада су полако потиснута верска обележја. Настава је вршена паралелно у више зграда. Све до настанка данашње школе 1968. године овако је функционисала настава у Старој Моравици. Након изградње нове школе ускоро је саграђена и додатна сала за физичко васпитање.